# Otto Jenzok

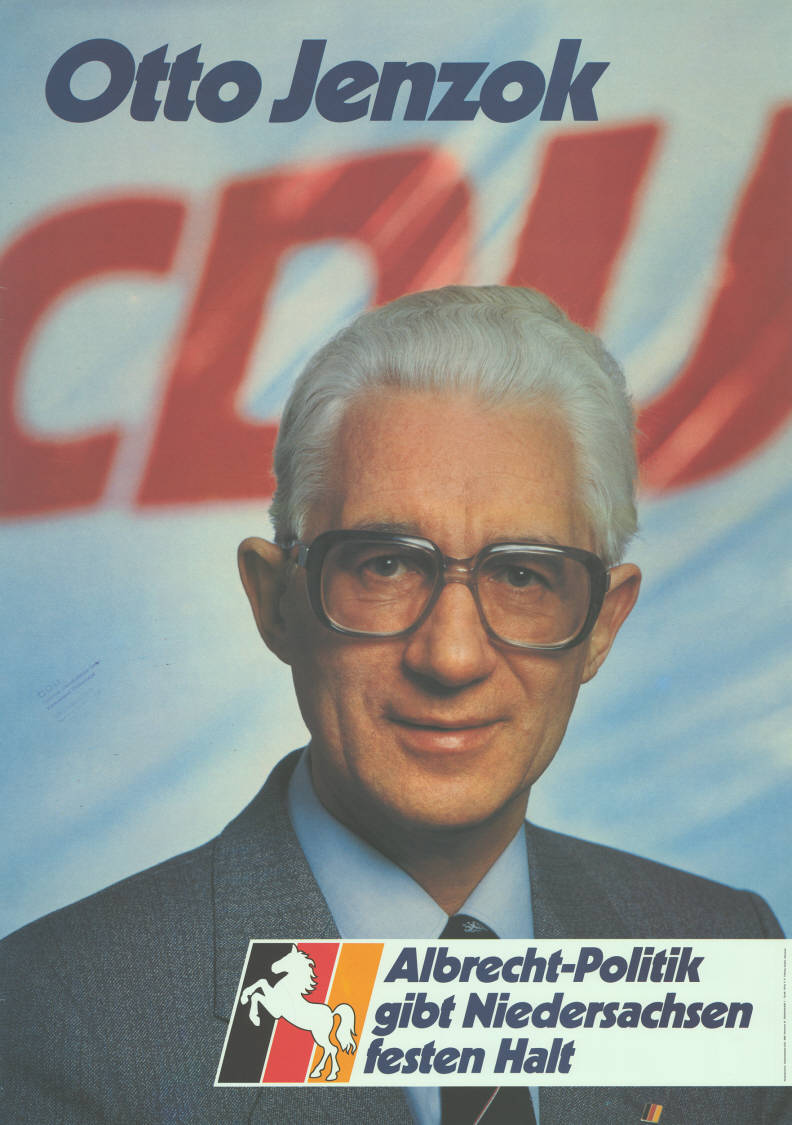
Kandidatenplakat zur Landtagswahl in Niedersachsen 1982

Otto Paul Jenzok (* 15. Mai 1928 in Delmenhorst; † 10. Januar 1984 in Burgwedel) war ein deutscher Politiker (CDU), Mitglied des Niedersächsischen Landtages und Oberbürgermeister von Delmenhorst.
Er war der Sohn von Heinrich Jenzok und Marie Jenzok geb. Thume. Otto Jenzok hatte drei Geschwister, Heinrich, Emma und Anna.
Nach dem Ende der Volksschule besuchte Jenzok zunächst Handelslehranstalten und danach eine Verwaltungsschule. In den Jahren 1943 bis 1958 arbeitete er in Delmenhorst bei der dortigen Stadtverwaltung. Danach arbeitete er als Angestellter der Fa. Gebr. Wehrhahn Maschinenfabriken, Delmenhorst.
Im Jahr 1948 wurde er Mitglied des Vorstandes der CDU und verschiedener CDU-Vereinigungen auf Kreis-, Landes- und Bundesebene. Er wurde Ratsherr (1961) und übernahm später weitere Ämter als Beigeordneter, Senator und Vorsitzender der CDU-Ratsfraktion. Von 1968 bis 1972 war er Bürgermeister und von 1976 bis zu seinem Tode Oberbürgermeister der Stadt Delmenhorst. Als solcher setzte er sich für die Kreisfreiheit der Stadt ein. Am 9. Dezember 1985 wurde er posthum zum Ehrenbürger der Stadt ernannt.
Jenzok war vom 20. Mai 1963 bis 5. Juni 1967 Mitglied des Niedersächsischen Landtages in der 5. Wahlperiode, vom 27. Mai 1970 bis 20. Juni 1970 in der 6. Wahlperiode sowie vom 21. Juni 1970 bis 10. Januar 1984 in der 7. bis 10. Wahlperiode. Zudem wirkte er vom 20. Mai 1965 bis 5. Juni 1967 und vom 8. Juli 1970 bis 10. Januar 1984 als Schriftführer des Niedersächsischen Landtages.
Er war seit dem 13. August 1971 mit Margret Ingberta geb. Senula verheiratet. Die Eheschließung fand in Delmenhorst statt. Otto Jenzok starb am 10. Januar 1984 um 16:04 Uhr plötzlich auf der Fahrt von Hannover nach Burgwedel im Alter von 55 Jahren. Er wohnte zuletzt im Pestalozziweg 66a in Delmenhorst. Jenzok war römisch-katholischer Konfession. Aus seiner Ehe hat er einen Sohn Michael. 